# كتاب الجوهرتين العتيقتين
الجوهرتين العتيقتين هو كتاب للهمداني ضمنه دراسة تفصيلية لكل المعادن المعروفة في عصره، من حيث: خاماتها، وطرق تنقيتها، وفحص خواصها الطبيعية والكيميائية. كما عالج عملية استخراج الذهب والفضة وتنقيتها من الشوائب وشرح خطوات هذه العملية من بداية الحصول على الخام حتى يصب في قوالبه خالصًا، ثم وضح كيفية استخدام الذهب والفضة في صناعة الحلى، وترصيع التيجان، وتزيين صفحات القرآن الكريم، وغيرها. كما اهتم بصناعة السبائك ومعالجة المعادن الأخرى غير الذهب والفضة، كمعالجة الحديد الخام والحصول على الفولاذ اللازم لصناعة الأسلحة. ويتضمن كتابه أيضًا معلومات قيمة عن علاقة الكيمياء بالطب، وتأثير الأبخرة والغازات المنبعثة أثناء عملية الطبخ والتعدين على مختلف أجزاء الجسم، وأيضًا طرق الوقاية أو العلاج منها.
حققه وترجمه إلى اللغة الألمانية عام 1968 م المستشرق السويدي «كريستوفر تول» (Christopher Toll). وأهم ما يميز الهمداني في هذا الكتاب اعتماده على المنهج التجريبي، فهو قد استوعب آراء السابقين ولم يأخذ منها إلا ماتفق منها مع العقل والتجربة.